# Jacob Rau van Gameren
Jacob Rau van Gameren, heer van Gameren (Leiden, 28 september 1799 – Arnhem, 5 maart 1876) was een Nederlands bestuurder, rechter en een conservatief politicus.

## Levensloop

### Privé
Jacob Rau van Gameren werd geboren als een zoon van de predikant en hoogleraar Sebald Fulco Johannes Rau en Geertruida Stephana gravin van Randwijck. Rau van Gameren trouwde op 24 augustus 1831 te Barneveld met Jacoba Wilhelmina Maria barones van Zuylen van Nievelt en samen hadden ze vier kinderen, twee zoons en twee dochters. Jacob is een zwager van de burgemeester François Pierre Bijleveld en een zwager van de politicus Theodoor Willem baron van Zuylen van Nievelt.

### Loopbaan
Van 9 november 1815 tot 1821 studeerde Rau van Gameren Romeins en hedendaags recht aan de Universiteit Leiden. Hij promoveerde op stellingen. Van 1 oktober 1838 tot 20 juni 1846 was hij rechter in het Provinciaal Gerechtshof van Gelderland. Van 5 augustus 1840 tot 5 september 1840 was Jacob buitengewoon lid van de Tweede Kamer der Staten-Generaal voor de provincie Gelderland. Daarna was hij weer werkzaam bij het Provinciaal Gerechtshof te Arnhem en hij was daar van 3 juli 1846 tot 30 juni 1862 vicepresident. Van 2 juli 1851 tot 1853 was hij lid van de Provinciale Staten van Gelderland voor het kiesdistrict Elst en vanaf 30 juni 1862 was Jacob president van het Provinciaal Gerechtshof te Arnhem.

## Partijpolitieke functies
- Voorzitter van de Algemene Kiesvereniging in Nederland

## Nevenfuncties
- Dijkgraaf van Over-Betuwe
- Lid van het College van Regenten Huis van Verzekering te Arnhem
- Lid van het College van Curatoren Hogeschool te Utrecht
- President van de raad van commissarissen van de Nederlandsche Rijnspoorwegmaatschappij

## Ridderorden
- Ridder in de Orde van de Nederlandse Leeuw, december 1845
- Commandeur in de Orde van de Eikenkroon, 1849
- Ridder tweede klasse Orde van de Gouden Leeuw van het Huis van Nassau, 23 december 1875